# General Vicente Guerrero, Oaxaca
General Vicente Guerrero är en ort i Mexiko.   Den ligger i kommunen Santiago Tilantongo och delstaten Oaxaca, i den sydöstra delen av landet, 300 km sydost om huvudstaden Mexico City. General Vicente Guerrero ligger 2 296 meter över havet och antalet invånare är 125.
Terrängen runt General Vicente Guerrero är lite bergig. Runt General Vicente Guerrero är det glesbefolkat, med 9 invånare per kvadratkilometer. Närmaste större samhälle är San Pedro Tidaá, 17,0 km norr om General Vicente Guerrero. Trakten runt General Vicente Guerrero består i huvudsak av gräsmarker.